# 365 Jours : Au lendemain
Série 365 Jours
365 Jours
(2020) 365 Jours : L'Année d'après
(2022)
Pour plus de détails, voir Fiche technique et Distribution.
365 Jours : Au lendemain (365 dni. Ten dzień) est un film polonais dramatico-érotique réalisé par Barbara Bialowas et Tomasz Mandes, sorti en 2022. Il s'agit de la suite de 365 Jours et du second volet de la trilogie des relations de Massimo et Laura

## Synopsis
Massimo et Laura se marient. Cette dernière a perdu son bébé à la suite de l'accident qui clôturait le premier film. Ils sont heureux mais Laura commence à s'ennuyer parce que Massimo est accaparé par son travail. Elle jette son dévolu sur Nacho, le jardinier de Massimo. Puis, elle surprend Massimo en train de faire l'amour avec son ex-petite amie. Elle s'enfuit alors de l'île avec Nacho.

## Fiche technique
Sauf indication contraire, les informations mentionnées dans cette section peuvent être confirmées par les bases de données cinématographiques IMDb et Allociné,  présentes dans la section « Liens externes ».
- Titre original polonais : 365 dni: Ten dzień
- Titre anglophone : 365 Days: This Day
- Titre français et québécois : 365 Jours : Au lendemain
- Réalisation : Barbara Białowąs et Tomasz Mandes
- Scénario : Blanka Lipińska, Tomasz Mandes et Mojca Tirš, d'après le roman Ten dzień de Blanka Lipińska
- Musique : Dominik Buczkowski et Patryk Kumór
- Décors : Joanna Bialousz
- Costumes : Piotr Koncki
- Maquillage : Desiré Palma et Grzegorz Szczuka
- Coiffure : Desiré Palma
- Photographie : Bartek Cierlica
- Son : Krzysztof Klimko, Rafal Lenart, Marcin Matlak, Adam Szlenda
- Montage : Marcin Drewnowski
- Production : Maciej Kawulski, Ewa Lewandowska et Tomasz Mandes
- Sociétés de production[1] : Ekipa et Open Mind Production, présenté par Netflix
- Sociétés de distribution : Netflix
- Budget : n/a
- Pays de production :  Pologne
- Langues originales : polonais, italien, anglais
- Format[2] : couleur - 35 mm - 2,35:1 (Cinémascope) - son Dolby Digital
- Genre : drame, érotique, romance
- Durée : 111 minutes
- Dates de sortie[3] :
  - Pologne, France, Québec : 27 avril 2022 (sortie sur Netflix)[4]
- Classification[5] :
  - Pologne : plus de 16 ans[6]
  - France : interdit aux moins de 16 ans, conseillé aux 16 ans et plus sur Netflix[7]
  - Québec : en attente de classement[4]
  - Belgique : potentiellement préjudiciable jusqu'à 16 ans (KNT/ENA : Kinderen Niet Toegelaten  / Enfants Non Admis)[8],[N 1]

## Distribution
- Anna-Maria Sieklucka (VF : Stéphanie Lafforgue) : Laura Torricelli
- Michele Morrone (VF : Anatole de Bodinat) : Massimo / (VF : Thomas Roditi) : Adriano
- Simone Susinna (VF : Eilias Changuel) : Nacho
- Magdalena Lamparska (VF : Alice Taurand) : Olga
- Otar Saralidze (VF : Raphaël Cohen) : Domenico
- Ewa Kasprzyk : Klara
- Dariusz Jakubowski : Tomasz
- Ramón Langa : Don Matos
- Natasza Urbanska : Anna
- Tomasz Mandes : Tommaso
- Blanka Lipinska : Elena
- Natalia Siwiec : Emi
- Karolina Pisarek : Amelia
- Robert Wabich : le prêtre

 Source et légende : version française (VF) sur RS Doublage

## Production

### Suite
Le troisième opus est sorti la même année sous le titre 365 Jours : l'année d'après

## Accueil critique
Le film a reçu un accueil très défavorable de la critique. Il obtient un score moyen de 8 % sur Metacritic.

## Nominations
Sauf indication contraire, les informations mentionnées dans cette section peuvent être confirmées par les bases de données cinématographiques IMDb et Allociné,  présentes dans la section « Liens externes ».,
- Razzie Awards 2023 :
  - Pire couple à l'écran
  - Pire suite, prequel, remake ou dérivé